# Le Tour du malheur
Le Tour du malheur est l'une des œuvres majeures de Joseph Kessel. Paru en 1950 chez Gallimard, ce cycle romanesque se compose de quatre volumes : La Fontaine Médicis, L'Affaire Bernan, Les Lauriers roses et L'Homme de plâtre.

## Genèse
Dans sa courte préface, Joseph Kessel raconte qu'il a mis vingt ans à mûrir cette saga, et plus de dix ans à l'écrire. Cette lente maturation, il l'explique en avançant l'idée que cette suite romanesque « devait être une nécessité intérieure, ma forme de vérité ».
« Il n'est point de romancier, poursuit l'auteur dans sa préface, qui ne distribue ses nerfs et son sang à ses créatures, qui ne les fasse héritières de ses sentiments, de ses instincts, de ses pensées, de ses vues sur le monde et sur les hommes. C'est là sa véritable autobiographie.» De fait la critique est unanime pour souligner la dimension autobiographique de cette somme dans laquelle l'auteur raconte, presque sans masque, sa propre jeunesse, et insère de nombreux éléments de sa vie personnelle.

## Résumé
L'intrigue de cette vaste fresque épique de 1600 pages est difficile à résumer. Comme dans Les Thibault de Roger Martin du Gard ou dans Les Hommes de bonne volonté de Jules Romains, suites romanesques comparables, on parcourt le destin de personnages qui gravitent autour d'un héros central, ici : Richard Dalleau. La saga débute au début de la Première Guerre mondiale, en 1914, quand Richard est engagé volontaire. On suit ensuite son ascension, celle d'un brillant avocat parisien confronté à tous les excès, toutes les ambitions, jusqu'en 1925 qui marque la clôture temporelle du récit. En dix ans, cette âme pure, idéaliste, ardente va faire le tour du malheur, emportée par les vents de histoire et par les séductions de la société (la guerre, l'ambition, l'argent, les femmes...).
Les grands thèmes de cette saga, dont le souffle épique évoque les romans russes de Dostoïevski, sont l'amitié, la guerre, l'ambition, les illusions perdues, « l'impatience de vivre, la jeunesse sans frein et l'indénouable angoisse de vérité », dit Kessel dans sa préface.

## Réception
Le destin du Tour du malheur est paradoxal : si le roman connaît un grand succès auprès du public (plus de 500 000 volumes s'écouleront), la critique le boude largement. Alors que ce livre est celui qui, dans toute son œuvre, tenait le plus à cœur à Joseph Kessel, il est accueilli dans un silence de glace. Le seul critique à en faire l'éloge est l'écrivain François Mauriac : « J'ai trouvé cela très fort. Un formidable tempérament viril et ce n'est guère courant dans notre temps de littérature dévirilisée. Aucune cérébralité, aucune intellectualité, et malgré tant de boue remuée ! Kessel est un vrai témoin de la guerre et de ce que sont devenus les héros de la guerre. ».